# Rodolphe Pires
Rodolphe Pires, né le 26 janvier 1973 à Albi, est un journaliste sportif français et un homme politique français.
Depuis 2012, il travaille sur beIN Sports. Commentateur sportif, parfois journaliste de presse écrite, on l'associe étroitement au rugby à XIII, même s'il n'est pas « cantonné » à cette discipline : il commente également les matchs « premium  » de rugby à XV internationaux ainsi que ceux des coupes d'Europe de rugby.
En 2021, il entame une carrière politique sous l'étiquette « Les Républicains ».

## Carrière journalistique

### Début de carrière dans les années 1990
Après avoir commencé sa carrière professionnelle au début des années 1990, Pires travaille sur de nombreuses chaînes du câble et du satellite avant de rejoindre le groupe Canal+ en 1998.
Il rédige également des articles pour l'ancienne revue de rugby à XIII, Treize Magazine, jusqu'à la disparition de la publication début des années 2000.
Pires assure les commentaires de matches de rugby à XV et de rugby à XIII. Aux côtés de Louis Bonnery, Yves Osmont et Hervé Guiraud, il a commenté pour la chaîne Sport+ plus de 500 matches de rugby à XIII.
Il commente les matches de rugby à XV pour Sport+ et Canal+ Sport. 
Ses domaines d’activité sont le Top 14, le championnat d’Angleterre de Rugby à XV, le Super 14, la Coupe d’Europe H Cup et les matches internationaux.
À partir de 2008, il assure les commentaires du catch dans le magazine « WWE Afterburn  » sur Canal+ et Canal+ Sport, et les commentaires des pay-per-view sur le service de paiement à la carte «Kiosque» avec Karl Olive du 17 avril 2008 au 15 mai 2008, puis Philippe Velghe.
En 2010, il assure les commentaires du championnat d'Algérie de football, sur « Canal+ Maghreb » , en compagnie de Moussa Saïb et de Ouassila Batiche.
En 2011, il commente la Coupe du monde de rugby à XV 2011 en Nouvelle-Zélande avec Yann Delaigue pour Canal+.
Rodolphe Pires est engagé par la chaîne qatarie beIN Sports en mars 2012, où il occupe les fonctions de responsable du rugby sur la chaîne. Il commente les matches de rugby à XIII et de rugby à XV et présente l'émission rugby hebdomadaire de la chaîne : Rugby Pack tous les dimanches à 11 heures.  

### Style de journaliste

#### Dans la presse écrite
La collaboration du journaliste avec Treize Magazine, début des années 2000, permet de se faire une idée sur son style à l'écrit.
Pires emploie une langue imagée mais dépourvue de vulgarité. Ses articles montrent une très bonne connaissance du rugby à XIII et du monde anglo-saxon.
Il écrit aussi souvent avec causticité et n'hésite pas à fustiger , par exemple, les «  hypnotisés d'internet  » (une référence probable aux premiers sites consacrés au rugby à XIII qui apparaissent dès le milieu des années 1990), et «  l'absence de réflexe Finale » des Treizistes qui ne se déplacent pas assez , comme quand la finale du championnat est délocalisée et organisée à Paris au Stade Charlety. 
Il dénonce parfois l'accueil du sport en France à travers ses propres difficultés pour suivre le rugby à XIII lorsqu'il était plus jeune ou même pour se procurer Treize Magazine.[réf. souhaitée]

#### Dans le commentaire sportif
Lorsqu'il commente le rugby à XIII, Rodolphe Pires s'efforce de « faire en sorte d’être à la fois précis pour les initiés sans pour autant faire fuir les profanes ». 
Lors de la retransmission de la finale du championnat de France en 2008, la vidéo d'un de ses commentaires, entendu alors qu'il croyait ne pas avoir repris l'antenne, devient virale.

## Carrière politique
Au mois d'octobre 2021, Rodophe Pires annonce son entrée dans la vie politique.
Il souhaite « être candidat à l'investiture auprès des Républicains en vue des élections législatives de 2022 dans la première circonscription du Tarn »,. 
Après avoir été investi par les Républicains, il ne réunit que 4,16 % des voix au premier tour des élections législatives de 2022.